# Comuna de Szastarka
Szastarka (polaco: Gmina Szastarka) é uma gminy (comuna) na Polónia, na voivodia de Lublin e no condado de Kraśnicki. A sede do condado é a cidade de Szastarka.
De acordo com os censos de 2004, a comuna tem 6260 habitantes, com uma densidade 85,1 hab/km².

## Área
Estende-se por uma área de 73,53 km², incluindo:
- área agrícola: 85%
- área florestal: 10%

## Demografia
Dados de 30 de Junho 2004:
|                      | Total   | Total | Mulheres | Mulheres | Homens  | Homens |
| -------------------- | ------- | ----- | -------- | -------- | ------- | ------ |
|                      | pessoas | %     | pessoas  | %        | pessoas | %      |
| População            | 6260    | 100   | 3158     | 50,4     | 3102    | 49,6   |
| Densidade (pop./km²) | 85,1    | 100   | 42,9     | 42,9     | 42,2    | 42,2   |

De acordo com dados de 2002, o rendimento médio per capita ascendia a 1099,47 zł.

## Subdivisões
- Blinów Drugi, Blinów Pierwszy, Brzozówka, Brzozówka-Kolonia, Cieślanki, Huta Józefów, Majdan-Obleszcze, Podlesie, Polichna, Rzeczyca-Kolonia, Stare Moczydła, Szastarka, Szastarka-Stacja, Wojciechów, Wojciechów-Kolonia.

## Comunas vizinhas
- Batorz, Kraśnik, Modliborzyce, Potok Wielki, Trzydnik Duży, Zakrzówek